# شو شيموجي
شو شيموجي (باليابانية: 下地 奨) (2 أغسطس 1985 في أوكيناوا في اليابان – )؛ هو لاعب كرة قدم ياباني سابق كان يلعب كلاعب وسط.

## وصلات خارجية
- شو شيموجي على موقع رابطة كرة القدم اليابانية للمحترفين (اليابانية)
- شو شيموجي على موقع قاعدة بيانات كرة القدم.إي يو (الإنجليزية)
- شو شيموجي على موقع Soccerway.com (الإنجليزية)